# 법제사
법제사(法制史, 법의 역사)는 법의 역사적 시간적인 발전을 연구하는 학문이다. 법은 단순히 현대에 발명된 것이 아니라 오랜 인류의 역사를 거치면서 개선 발전되어 온 것이고 법의 내면에는 이런 역사발전의 흔적들이 남아 있다. 엄밀히 말해 법 자체(→법)의 역사를 연구하는 학문은 법사학이며, 법제사학은 법제(제도로서의 법, →법률)의 역사 및 변천을 연구하는 학문이다.

## 같이 보기
- 법사학

## 참고 문헌
- 최종고《서양법제사》박영사, 2003. (ISBN 8910510897)